# Badminton 1960
Höhepunkte des Badmintonjahres 1960 waren der Uber Cup 1960 sowie die All England, die Scottish Open, die German Open, die Dutch Open und die French Open.
==Internationale Veranstaltungen ==
| Veranstaltung | Herreneinzel     | Dameneinzel    | Herrendoppel                   | Damendoppel                  | Mixed                                       |
| ------------- | ---------------- | -------------- | ------------------------------ | ---------------------------- | ------------------------------------------- |
| All England   | Erland Kops      | Judy Devlin    | Finn Kobberø Poul-Erik Nielsen | Sue Devlin Judy Devlin       | Finn Kobberø Kirsten Granlund               |
| French Open   | Ferry Sonneville | Rita A. Rabey  | Heah Hock Heng Jimmy Lim       | Audrey Stone Ursula Smith    | Ferry Sonneville Yvonne Theresia Sonneville |
| German Open   | Ferry Sonneville | Eva Pettersson | Bertil Glans Berndt Dahlberg   | Agnete Friis Inger Kjærgaard | Bjørn Holst-Christensen Inger Kjærgaard     |
| Malaysia Open | Choong Ewe Beng  | Minarni        | Teh Kew San Lim Say Hup        | Tan Gaik Bee Cecilia Samuel  | Lim Say Hup Tan Gaik Bee                    |
| Swedish Open  | Berndt Dahlberg  | Eva Pettersson | Finn Kobberø Poul-Erik Nielsen | Ingrid Dahlberg Berit Olsson | Poul-Erik Nielsen Bodil Sterner             |